# Henri Pierangeli
Henri Pierangeli, né le 23 janvier 1875 à Bastia (Haute-Corse) et décédé le 1er janvier 1945 à Bastia, est un homme politique français.
Docteur en sciences politiques, avocat, il est substitut à Bastia en 1900 puis président du tribunal de Corte. Conseiller général du canton de Moïta, il est député de Corse de 1906 à 1924 et de 1928 à 1932, inscrit au groupe de la Gauche démocratique, puis de la Gauche radicale.

## Sources
- « Henri Pierangeli », dans le Dictionnaire des parlementaires français (1889-1940), sous la direction de Jean Jolly, PUF, 1960 [détail de l’édition]